# اوژن گییویک
اوژن گییویک (به فرانسوی: Eugène Guillevic) شاعر قرن بیستم میلادی اهل فرانسه بود.